# Argoctenus pectinatus
Argoctenus pectinatus är en spindelart som beskrevs av Henry Roughton Hogg 1900. Argoctenus pectinatus ingår i släktet Argoctenus och familjen taggfotsspindlar.
Artens utbredningsområde är Victoria, Australien. Inga underarter finns listade i Catalogue of Life.